# 이섭교비
이섭교비(利涉橋碑)는 부산광역시 동래구 낙민동에 있는, 조선시대 완공된 이섭교를 기념하기 위하여 세운 비석이다. 1980년 6월 23일 부산광역시의 기념물 제33호로 지정되었다.

## 개요
이 비는 완공된 이섭교를 기념하기 위하여 세운 비석이다.
이섭교는 지금은 없어졌으나, 1694년(숙종 20)에 지금의 동래구 낙민동, 안락동에서 연산1동으로 건너갈 때 건너야 하는 온천천에 놓여 있던 3개의 무지개 모양의 홍예(虹霓)를 아치식으로 연결한 돌다리였다.
비문을 보면 '옷을 걷어 올리고 건너다니던 냇물에 나무다리를 놓아 냇물을 편히 건너다니게 되었지만, 나무가 쉽게 썩어 해마다 다리를 고쳐야 하는 폐단이 있었는데, 1694년 겨울에 몇 사람이 뜻을 모아 돌다리를 놓기로 하고, 다리 건설에 드는 돈을 모아서 1695년 봄에 백성들이 도와서 다리를 놓았다.'고 한다. 이 다리를 놓는 일을 '김진한(金辰漢)이 앞장 서 시작하여 신만재(辛萬齋)가 이룩하였다.'고 그 공을 칭송하고 있다. 그러나 기록에 따르면 동래부사 이희룡(李喜龍)이 동래 7면(面) 69계(契)의 보조를 받아 세웠다고 한다.
이 비석은 윗부분에 얹는 개석(蓋石)이 없어 머리 부분이 반달꼴로 되어 있다. 높이 237cm, 두께 28cm의 크기인데, 부산지방의 기념비 가운데 가장 큰 것에 속한다. 또 개축에 참여한 사람의 직책과 성명, 그리고 개축에 협력한 각 면의 계에 대한 기록이 있어 향토사 연구의 귀중한 자료이다.

## 참고 문헌
- 이섭교비 - 국가유산청 국가유산포털